# Idaea okinawensis
Idaea okinawensis là một loài bướm đêm trong họ Geometridae.